# Gobiodon albofasciatus
Gobiodon albofasciatus är en fiskart som beskrevs av Sawada och Arai 1972. Gobiodon albofasciatus ingår i släktet Gobiodon och familjen smörbultsfiskar. Inga underarter finns listade i Catalogue of Life.